# Martin Majoor
Martin Majoor (Baarn, 14 d'octubre de 1960) és un tipògraf i grafista neerlandès.

## Biografia
Tipògraf de mitjans de la dècada del 1980. Durant els seus estudis a l'Escola de Belles Arts d'Arnhem (1980-1986), va treballar, tot i que durant poc temps, a URW, Hamburg (Alemanya), on va tenir l'oportunitat d'utilitzar el primer programari conversor de tipografia digital, l'Ikarus. La tipografia Serré (1984), va ser la primera font digital que va crear, tot i que mai va sortir a la llum.
El 1986 va començar com a tipògraf al Departament d'Investigació i Desenvolupament d'Océ N.V., on va poder dur a terme la seva investigació sobre Screenfont screenfonts]. També es va formar a Bitstream Inc. (Boston) per a la producció de fonts tipogràfiques digitals per a impressores làser.
Després de treballar al Vredenburg Music Centre (Utrecht), Majoor començà com a tipògraf i grafista independent. Des d'aleshores ha dissenyat algunes famílies tipogràfiques i nombroses portades de llibres i llibres, alguns dels quals, han estat premiats.
Va escriure articles per a revistes, com ara Eye magazine, 2+3D i TipoGráfica.
De 1990 a 1995 Majoor, va ensenyar tipografia a les Escoles de Belles Arts d'Arnhem i Breda. Va donar diverses conferències a l'Associació Tipogràfica Internacional; a Budapest, Anvers, París, San Francisco, Barcelona, La Haia i Praga, a TypoBerlin (2002 i 2005).
Va donar tallers a Amsterdam (Gerrit Rietveld Academie), Stuttgart (Merz Akademie) i Varsòvia. Els seus dissenys tipogràfics es van exhibir a Amsterdam, Rotterdam, Nova York (Cooper Union), París, Londres, Manchester, Berlín, Hèlsinki i Barcelona.
Des de 1997, Majoor treballa com a grafísta i tipògraf, tant als Països Baixos (Arnhem) com a Polònia (Varsòvia).

## Tipografies

### FF Scala i FF Scala Sans
El 1988, Majoor va començar a treballar com a grafísta per al Vredenburg Music Centre a Utrecht. El seu departament de disseny va ser un dels primers als Països Baixos que va utilitzar un Macintosh Plus com a equip d'impremta. El fet que només hi havia 16 tipus de lletra disponibles sense característiques com ara les figures d'estil antic, lligams i versaletes, va fer que Majoor decidís fer la seva pròpia tipografia. El resultat va ser FF Scala, una de les primeres fonts de Macintosh amb totes les característiques que fins aleshores faltaven.
El 1991, Erik Spiekermann de FSI FontShop Internacional a Berlín, li va proposar incloure FF Scala a la Biblioteca FontFont. El 1993 FF Scala es va ampliar amb una versió de pal sec, FF Scala Sans. La de pal sec i versions es complementen entre si, segueixen el mateix principi de forma, però són dos dissenys diferents.
Tant FF Scala Sans i FF Scala van tenir un gran èxit a tot el món i encara el tenen.
El 1998 la família Scala es va ampliar amb 13 noves versions, com ara Scala Sans Light i Scala Sans Black i diverses versions condensades.

### Telefont
El 1994, Martin Majoor i Jan Kees Schelvis se'ls va demanar que fessin un nou disseny de la guia telefònica per al PTT Holandès (ara KPN). Majoor no només va crear la tipografia que utilitzarien per fer la guia, sinó que va anar més enllà i crear la Telefont, un nou tipus de lletra. Fred Smeijers, company i col·lega des de feia molt temps, va ajudar a Majoor en la digitalització dels caràcters.
Hi ha dues versions de Telefont. La Telefont List és la que podríem anomenar, cavall de batalla, ja que és més per ser utilitzada en els llistats telefònics, es genera automàticament. L'altre és la Telefont Text va ser dissenyada per a les pàgines d'introducció, conté molts més refinaments tipogràfics com versaletes i els números de caixa baixa. Majoor: "Els tipus de lletra més utilitzats no tenen gaires possibilitats, els tipus de lletra menys utilitzats tenen més possibilitats".

### FF Seria
2000

### The FF Nexus Family
2004

## Premis i reconeixements
- 1993 - Encouragement Prize Graphic Design 1994. Amsterdam Arts Foundation, per la família tipogràfica Scala.
- 1995 - Premi Best Dutch Book Designs 1995 pel llibre Adieu Æsthetica & Mooie Pagina’s! sobre la vida i l'obra de Jan van Krimpen.
- 2001 - Premi International Typographic Awards a Londres, per la família tipogràfica Seria.
- 2001 - Premi ATypI Type Design Competition, Bukva:raz! a Moscow, per la família tipogràfica Seria.
- 2006 - Premi Creative Review Type Design Award per la família tipogràfica Nexus.